# 平河悠
平河 悠（ひらかわ ゆう、2001年1月3日 - ）は、佐賀県鹿島市出身のプロサッカー選手。EFLチャンピオンシップ・ブリストル・シティFC所属。ポジションはフォワード（FW）。日本代表。

## 来歴
高校時代は無名の存在で、卒業後に就職することも考えていたが、3年時に出場したインターハイでのプレーが評価され、山梨学院大学への進学を選んだ。
2021年9月、2023年シーズンからの町田加入内定と特別指定選手承認が発表された。12月5日、シーズン最終戦のアルビレックス新潟戦で途中出場し、Jリーグデビューを果たした。翌2022年も引き続き特別指定選手として町田に在籍し、3月13日のJ2第4節・ファジアーノ岡山FC戦でJ初ゴールを決めた。
2024年7月、EFLチャンピオンシップ・ブリストル・シティFCに期限付き移籍。
2025年2月、ブリストルシティFCに完全移籍。

## 代表
2023年6月のU-22代表の欧州遠征で初選出され、イングランド戦で初出場初先発を果たす。2024年4月のAFC U-23選手権のメンバーに選出。全6試合に出場しチームの優勝に大きく貢献した。7月に、パリ五輪の日本代表に選出された。
2025年5月23日、森保一監督率いるサッカー日本代表（A代表）に初招集された。同年6月5日のオーストラリア戦では、先発メンバーとして名を連ねた。勝利こそできなかったが、現地ファンなどからは高評価を受けた。

## 所属クラブ
- 明倫JSC（鹿島市立明倫小学校）
- FCレヴォーナ（鹿島市立西部中学校）
- 佐賀県立佐賀東高等学校
- 山梨学院大学
  - 2021年 - 2022年  FC町田ゼルビア（特別指定選手）
- 2023年 - 2025年2月  FC町田ゼルビア 
  - 2024年7月 - 2025年2月  ブリストル・シティFC（期限付き移籍）
- 2025年2月 -  ブリストル・シティFC

## 個人成績
| 国内大会個人成績 | 国内大会個人成績   | 国内大会個人成績 | 国内大会個人成績 | 国内大会個人成績 | 国内大会個人成績 | 国内大会個人成績 | 国内大会個人成績 | 国内大会個人成績 | 国内大会個人成績 | 国内大会個人成績 | 国内大会個人成績 |
| 年度             | クラブ             | 背番号           | リーグ           | リーグ戦         | リーグ戦         | リーグ杯         | リーグ杯         | オープン杯       | オープン杯       | 期間通算         | 期間通算         |
| 年度             | クラブ             | 背番号           | リーグ           | 出場             | 得点             | 出場             | 得点             | 出場             | 得点             | 出場             | 得点             |
| 日本             | 日本               | 日本             | 日本             | リーグ戦         | リーグ戦         | リーグ杯         | リーグ杯         | 天皇杯           | 天皇杯           | 期間通算         | 期間通算         |
| ---------------- | ------------------ | ---------------- | ---------------- | ---------------- | ---------------- | ---------------- | ---------------- | ---------------- | ---------------- | ---------------- | ---------------- |
| 2021             | 町田               | 37               | J2               | 1                | 0                | -                | -                | 0                | 0                | 1                | 0                |
| 2022             | 町田               | 37               | J2               | 16               | 2                | -                | -                | 0                | 0                | 16               | 2                |
| 2023             | 町田               | 27               | J2               | 35               | 6                | -                | -                | 2                | 2                | 37               | 8                |
| 2024             | 町田               | 7                | J1               | 18               | 2                | 1                | 0                | 0                | 0                | 19               | 2                |
| イングランド     | イングランド       | イングランド     | イングランド     | リーグ戦         | リーグ戦         | FLカップ         | FLカップ         | FAカップ         | FAカップ         | 期間通算         | 期間通算         |
| 2024-25          | ブリストル・シティ | 7                | EFL              | 36               | 2                | 0                | 0                | 1                | 0                | 37               | 2                |
| 通算             | 日本               | 日本             | J1               | 18               | 2                | 1                | 0                | 0                | 0                | 19               | 2                |
| 通算             | 日本               | 日本             | J2               | 52               | 8                | -                | -                | 2                | 2                | 54               | 10               |
| 通算             | イングランド       | イングランド     | EFL              | 36               | 2                | 0                | 0                | 1                | 0                | 37               | 2                |
| 総通算           | 総通算             | 総通算           | 総通算           | 106              | 12               | 1                | 0                | 3                | 2                | 110              | 14               |

- 2021年・2022年は特別指定選手

その他の公式戦
- 2025年
  - プレミアリーグ昇格プレーオフ 2試合0得点

## 代表歴
- U-22日本代表
  - AFC U23アジアカップ予選（2023年）
- U-23日本代表
  - AFC U23アジアカップ（2024年）
  - パリオリンピック (2024年)
- 日本代表
  - 2026 FIFAワールドカップ・アジア3次予選（2025年）

### 試合数
- 国際Aマッチ 1試合 0得点（2025年 - ）

| 日本代表 | 国際Aマッチ | 国際Aマッチ |
| 年       | 出場        | 得点        |
| -------- | ----------- | ----------- |
| 2025     | 1           | 0           |
| 通算     | 1           | 0           |

### 出場
| No. | 開催日       | 開催都市 | スタジアム         | 対戦国         | 結果 | 監督   | 大会                                   |
| --- | ------------ | -------- | ------------------ | -------------- | ---- | ------ | -------------------------------------- |
| 1.  | 2025年6月5日 | パース   | パース・スタジアム | オーストラリア | ●0-1 | 森保一 | 2026 FIFAワールドカップ・アジア3次予選 |

## タイトル

### クラブ
FC町田ゼルビア
- J2リーグ：1回（2023年）

### 代表
U-23日本代表
- AFC U23アジアカップ：1回（2024年）

### 個人
- J1リーグ・月間MVP（2024年2・3月）